# Traversodon stahleckeri
Traversodon stahleckeri è un terapside estinto, appartenente ai cinodonti. Visse nel Triassico medio (circa 242 - 235 milini di anni fa) e i suoi resti fossili sono stati ritrovati in Sudamerica.

## Descrizione
Questo animale doveva essere piuttosto grande e dalla struttura abbastanza robusta; il cranio era dotato di grandi finestre temporali e di una cresta sagittale scanalata. Il muso era piuttosto corto e stretto, dotato di piccoli denti incisiviformi e di due grandi canini superiori allungati. I denti postcanini erano molariformi; quelli dell'osso mascellare erano più larghi che lunghi e dotati di un solco trasversale (tranne il primo). Il solco trasversale dei postcanini era situato sulla parte posteriore dei denti superiori e sulla parte anteriore dei denti inferiori. I postcanini della mandibola erano più lunghi che larghi. Il processo cornoide della mandibola era elevato ma abbastanza sottile. Lo scheletro postcranico era caratterizzato da un omero non molto robusto, mentre il femore era dotato di estremità molto larghe e spesse ma di un asse abbastanza snello. 

## Classificazione
Traversodon stahleckeri venne descritto per la prima volta da Friedrich von Huene nel 1936, sulla base di resti fossili ritrovati nel Geoparco di Paleorrota, São Pedro do Sul, Brasile. Traversodon è il genere eponimo dei traversodontidi, un gruppo di cinodonti dalle attitudini erbivore, affini ai più piccoli triracodontidi. Nonostante sia il genere che dà il nome alla famiglia, Traversodon non è particolarmente ben conosciuto, al contrario di altri traversodonti come Exaeretodon e Massetognathus.